# Khütra

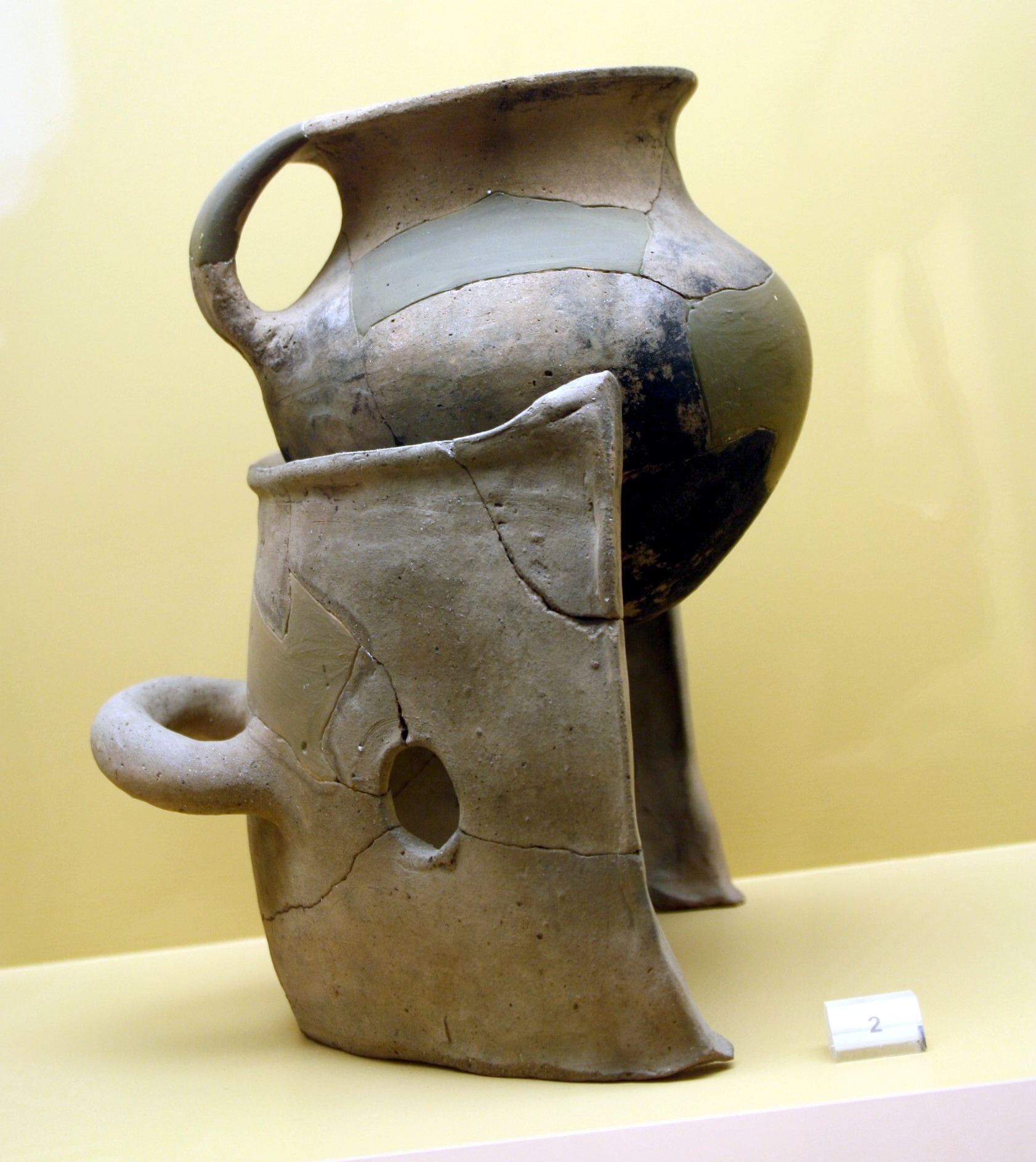
Egy kiállított darab

A khütra régészeti elnevezés, általánosan ókori görög kerámiaforma.
- 1 Tudjuk, hogy a khütra kádformájú főzőedény volt, de ma már nem ismert, hogy pontosan hogyan nézett ki. A forma leírása csupán Athénaiosztól ismert.
- 2 Más értelemben használják ma a régészek a fogalmat; egy körülbelül 20 centiméter magas kerek hasú vázaformát értenek alatt, egy vagy két fogóval, amelyek az edény vállát és nyílását egymással összekötik.